# Herbert J. Krapp
Herbert J. Krapp (1887, New York - 1973, Floride) est un architecte américain.

## Biographie
Il étudie l'architecture à l'Institut Cooper Union puis entre chez Herts & Tallant, une société spécialisée dans la conception de théâtres. En 1916, il commence à travailler pour les frères Shubert, producteurs de théâtre à Broadway.
Au cours de sa carrière, Herbert Krapp a conçu 13 des 40 théâtres de Broadway actuels, en a redessiné deux, en a édifié au moins 20 en comptant ceux disparus comme le Morosco Theatre, ainsi que des hôtels ou des bâtiments institutionnels. Il était réputé pour sa capacité à exploiter au mieux l'espace disponible ainsi que l'attention qu'il portait à l'expérience et à la perception des spectateurs.
Parmi les ouvrages conçus par Herbert Krapp, on peut citer :
- le Broadhurst Theatre (1917)
- le Majestic Theatre (1920)
- l'Imperial Theatre (1923)
- le Ethel Barrymore Theatre (1928)
- l'Hotel Edison (1927)
- le Civic Opera House (Chicago, 1929)
- le Lyceum Theatre (Londres, 1930)

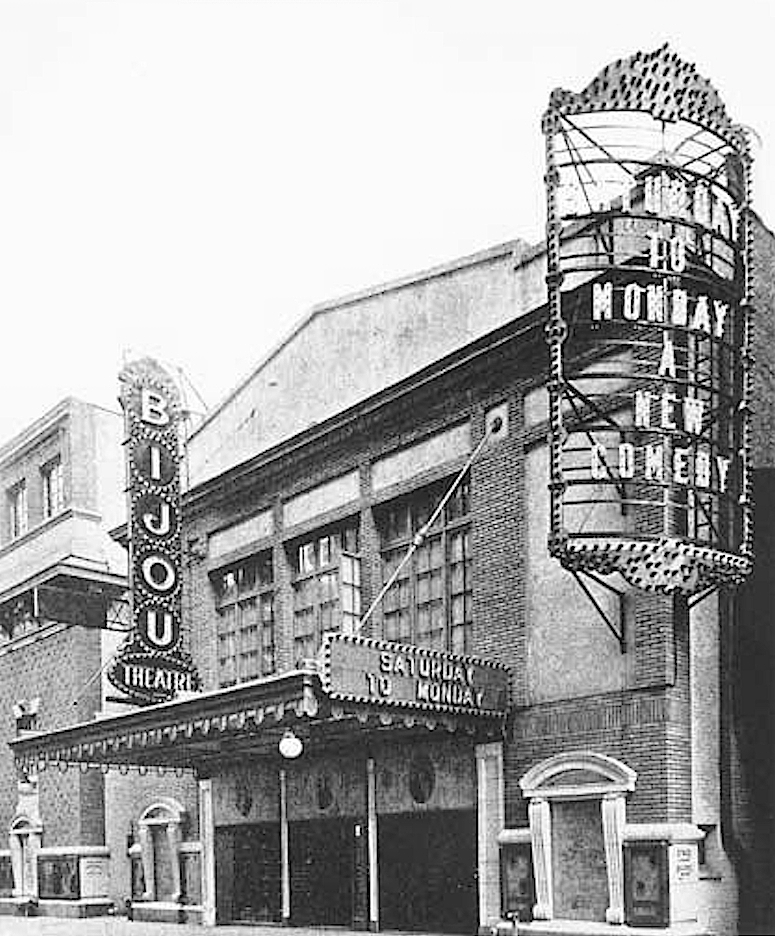
Le Bijou Theatre, au 209 Ouest 45e Rue, 1917, détruit en 1982.
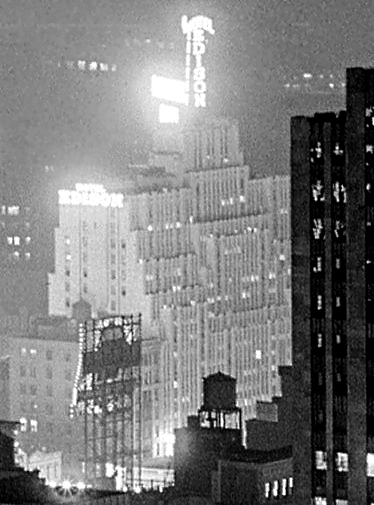
L'Hotel Edison en 1933.
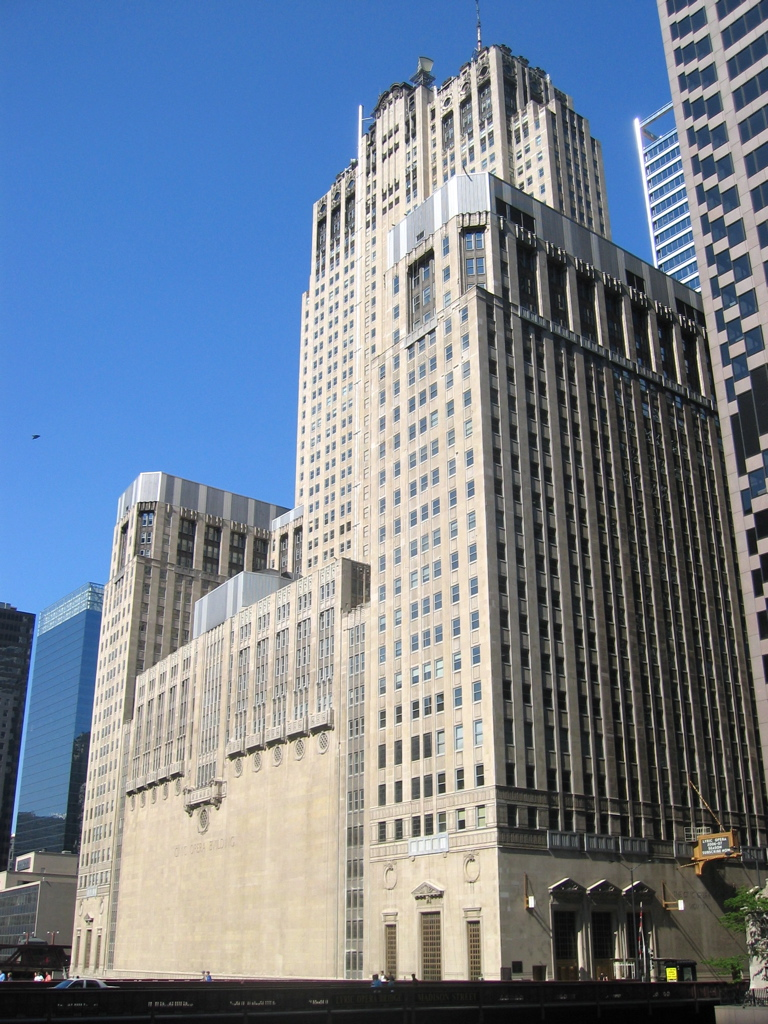
Le Civic Opera House de Chicago.